# Син кит (игра)
Син кит (на руски: Синий кит) е интернет легенда за несъществуваща онлайн игра, която се разпространява основно чрез търсещи сензация сайтове и медии в много държави по света.

## Произход
Историята за „играта“ възниква в Русия през 2015 г. Получава широка популярност благодарение на публикация на руската журналистка Мурсалиева „Групи на смъртта“ от 2016 г. В статията си Мурсалиева твърди, че в резултат на тази „игра“ 130 руски тийнейджъри са се самоубили – нещо, което впоследствие не намира никакво потвърждение. Тя използва разпространилата се в Русия младежка мода за заиграване с темата за смъртта в различни групи в руската социална мрежа „Вконтакте“. В тази субкултура започват да се използват различни хаштагове като f56, f58, „Синий кит“, „Море китов“, „Тихий дом“ и т.н. и се обсъжда нашироко темата за смъртта и самоубийството.

## Идея
Според разпространената легенда „играта“ се състои от серия от 50 предизвикателства, възлагани на играчите от администраторите (куратори) за период от 50 дни, като последното предизвикателство е играещият да извърши самоубийство. Идеята идва от новелата на 17-годишна руска авторка, написала под псевдонима Стейси Крамер, „50 дни до моето самоубийство“.

## Разследване в Русия
Публикацията на Мурсалиева предизвиква сензация в руските медии и властите са принудени да започнат разследване, което води до десетки тийнейджъри, създавали и публикували в онлайн групи, но също така и до арестуването през ноември 2016 г. на 21-годишния Филип Будейкин (Лис). Въпреки дългото разследване не е открит нито един реален случай на самоубийство под влиянието на някакъв „куратор“. През юли 2017 г. Филип Будейкин все пак е осъден на 3 години и 4 месеца в лагер със свободен режим заради контактуването и разговорите с две момичета на 16 и 17 години за самоубийство. Самият Будейкин, който е учил в специално училище за деца с умствени затруднения и по време на разследването има съобщения, че най-вероятно страда от биполярно разстройство, многократно сменя версията си. Почувствал се като звезда, в едно интервю той даже заявява, че сам е измислил „играта“, за да освободи Земята от био-боклука на недостойни за живот хора. След това той сам отхвърля тази версия. Никакви негови съмишленици или други лица, които да имат отношение към групите и разпространяването на хаштаговете, не са идентифицирани освен самите тийнейджъри, които са членували в някои от сходните групи във Вконтакте.

## Разпространение извън Русия
Междувременно обаче сензационната легенда е подхваната в съседни на Русия страни, а после – и в други държави по света. В България сензацията гръмва през февруари 2017 г. и продължава до началото на март, след като Националният център за безопасен интернет заедно с ГДБОП провеждат разследване и установяват, че става въпрос за градски мит. Разпространен е материал, опровергаващ сензацията, както и съвети към родителите как да предпазват децата си от тормоз от връстници с наплашване със „синия кит“.
Въпреки че не съществува като игра, легендата крие реални опасности от използването ѝ от непълнолетни с цел да сплашват техни връстници.

## Произход на името на играта
Името „син кит“ идва от явлението при китовете, които се изтласкват на брега, обикновено поради дехидратация, което е свързано със самоубийство.